# Kim Hongjoong

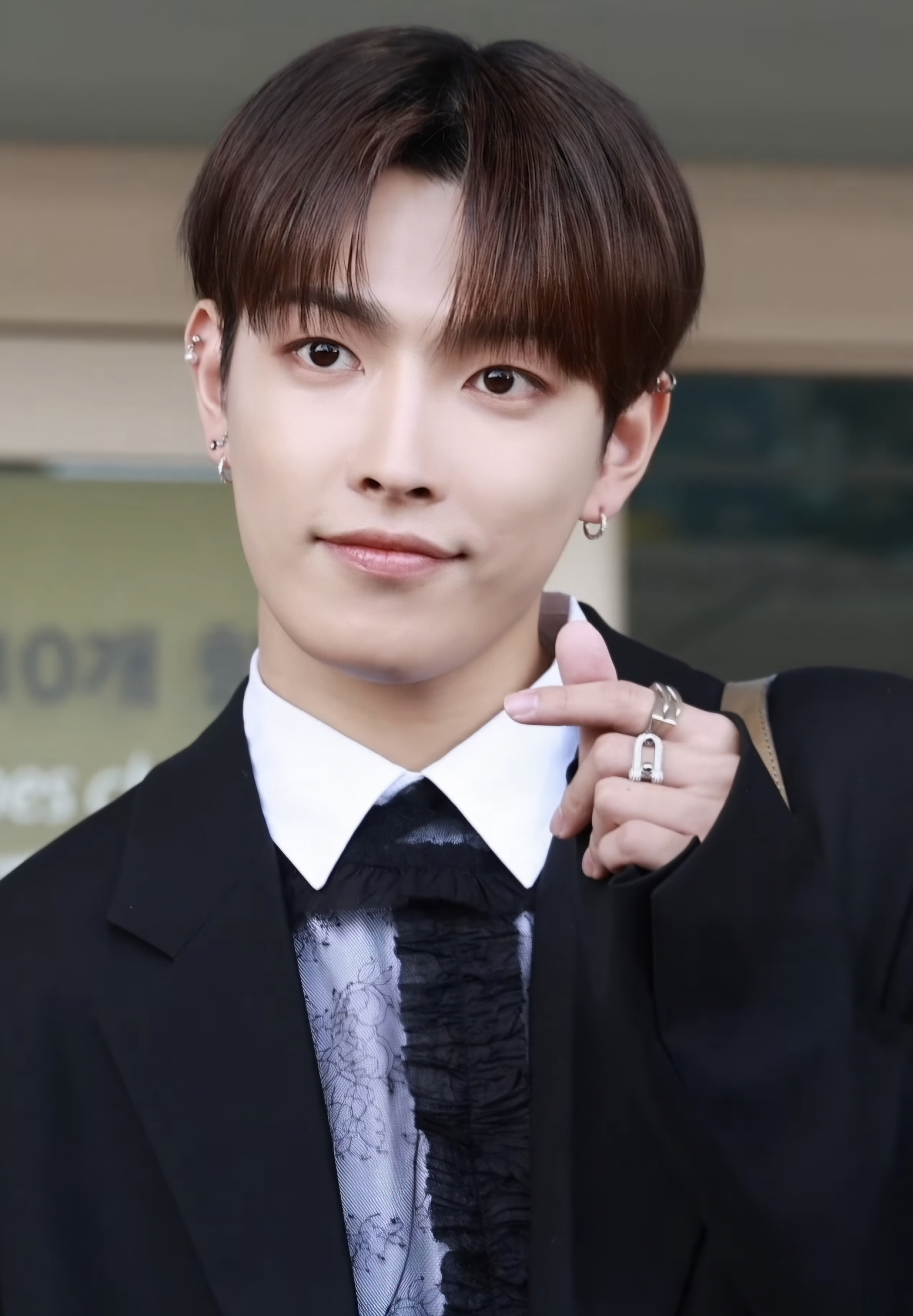
Kim Hongjoong

Kim Hongjoong (Hangeul: 김홍중; * 7. November 1998 in Anyang, Gyeonggi-do, Südkorea) ist ein südkoreanischer Sänger, Rapper, Tänzer und Musikproduzent. Hongjoong ist Mitglied und Leader der 8-köpfigen K-Pop-Gruppe Ateez.

## Leben
Hongjoong wurde am 7. November 1998 in Anyang, Teil der Provinz Gyeonggi-do, geboren. Er hat einen 3 Jahre älteren Bruder namens Kim Beomjoong. Seinen Schulabschluss machte er an der Dongan Oberschule. Anschließend nahm er ein Studium an der Global Cyber University im Bereich Rundfunk und Unterhaltung auf.

## Karriere
Schon früh habe er ein Interesse an Musik entwickelt, so schrieb er mit 16 Jahren seinen ersten eigenen Song, mit welchem er sich bei KQ bewarb. Hongjoong wurde 2016 als erster Trainee bei KQ-Entertainment aufgenommen, wo er dem Produzenten Eden als Schüler unterstellt wurde.

### MixNine
Ende 2017 bis Anfang 2018, im Alter von 19, nahm er mit drei weiteren KQ-Trainees an der Survival-Show MixNine von YG-Entertainment und JTBC teil, wobei er letztlich den 42. Platz erreichte. Er schied in der 10. Episode aus.

### KQ-Fellaz
Unter dem Namen KQ Fellaz, als Trainee-Gruppe von KQ Entertainment, wurde Hongjoong zusammen mit 8 weiteren Trainees der Öffentlichkeit vorgestellt. Das erste gemeinsame Video auf dem offiziellen Youtubekanal von KQ ist ein Tanz-Cover zu dem Lied Pick Me Up (Feat. A$AP Rocky) von Famous Dex.
2018 reiste Hongjoong durch KQ Entertainment mit KQ-Fellaz in die USA. Dort durchliefen sie für einen Monat ein Tanztraining in Los Angeles. Außerdem wurde dort Ateezs Pre-Debüt-Single From produziert und ein gleichnamiges Musik-Video gefilmt. Es entstand zudem eine, auf YouTube veröffentlichte Mini-Vlog Serie.

### Ateez
Am 24. Oktober 2018 debütierte Hongjoong in der Gruppe Ateez mit sieben weiteren Mitgliedern und der EP TREASURE EP.1 : All To Zero.
Er ist einer der wesentlichen Produzenten für Ateez und KQ, zusammen mit dem KQ-Produzenten-Team Eden-ary. Auf einer im November 2023 veröffentlichten Liste zu K-Pop Idolen mit den meisten amtlich registrierten Liedern erreicht Kim Hongjoong Platz 21. Die Liste wurde von der Korea Music Copyright Association (KOMCA) erstellt.
Hongjoong ist ein langzeitiger Advokat für die Polished Man Kampagne, zum Sammeln von Aufmerksamkeit und Unterstützung in Fällen von Gewalt gegen Kinder und Frauen. Seit 2020 zählt Ateez zu den offiziellen Botschaftern der Kampagne.
Anlässlich seines 25. Geburtstags 2022 organisierte Hongjoong eine Filmfotografie-Ausstellung unter dem Namen FROM NOVEMBER 7, 1998. Die Ausstellung konnte vom 1. bis zum 7. Oktober kostenfrei besucht werden. Präsentiert wurden dort eigenen Aufnahmen aus seinem alltäglichen Leben und Reisen als Ateez-Mitglied. Vor Ort wurden spielerische Aktivitäten geplant, bei denen Punkte von den Besuchern gesammelt werden konnten, die später in Geld umgewandelt wurden. Am 17. November wurden 10 Millionen ₩ (KRW) von Hongjoong im Namen seiner Fans, Atiny, an die Dreaming Children Kampagne von Worlds Vision gespendet.
Hongjoong ist seit September 2023 internationaler Botschafter für die französische Fashion Marke Bailmain.
Am 18. Oktober 2023 verkündete Hongjoong eine zweite, eigene Fotografie-Ausstellung unter dem Namen WALKER A. Die Ausstellung konnte mit vorheriger Reservierung zwischen dem 3. und 9. November 2023 besucht werden. Insgesamt wurden 50 Millionen ₩ (KRW) unter dem Namen Hongjoong and Atiny, dem Namen des offiziellen Fan Clubs von ATEEZ, an die Korea Childhood Leukemia Foundation gespendet. Der Betrag sei eine Summe aus den Einnahmen durch die Eintrittspreise und eine persönliche Spende Hongjoongs.